# Tetraphleps canadensis
Tetraphleps canadensis är en insektsart som beskrevs av Léon Abel Provancher 1886. Tetraphleps canadensis ingår i släktet Tetraphleps och familjen näbbskinnbaggar. Inga underarter finns listade i Catalogue of Life.